# 남제주군수 선거
남제주군수 선거는 과거 제주도 남제주군의 군수를 선출했던 선거였다. 2006년 남제주군이 서귀포시로 통합되면서 폐지되었다.

## 역대 민선 남제주군수
| 선거   | 정당 | 정당           | 군수   |
| ------ | ---- | -------------- | ------ |
| 1995년 |      | 민주자유당     | 강태훈 |
| 1998년 |      | 새정치국민회의 | 강태훈 |
| 1999년 |      | 새정치국민회의 | 강기권 |
| 2002년 |      | 새천년민주당   | 강기권 |

## 역대 선거 결과

### 제1회 전국동시지방선거
|  | 61.14% |

|  | 38.85% |

### 제2회 전국동시지방선거
|  | 49.88% |

|  | 25.64% |

|  | 20.53% |

|  | 3.93% |

### 1999년 대한민국 재보궐선거
강태훈 군수의 사임으로 인해 치러진 1999년 대한민국 재보궐선거에서 새정치국민회의 강기권 후보가 당선되었다.

### 제3회 전국동시지방선거
| 제3회 전국동시지방선거남제주군수 선거 |         |              |          |                  |      |      |
| 유권자수: 56,505명                    |         |              |          |                  |      |      |
| 후보                                  | 후보    | 정당         | 득표     | 득표율           | 당락 | 비고 |
|                                       | 강기권  | 새천년민주당 | 38,428표 | \| \| 100.00% \| | 당선 |      |
| 합계                                  | 합계    | 합계         | 38,428표 |                  |      |      |
|                                       | 100.00% |              |          |                  |      |      |

## 같이 보기
- 남제주군수